# Jim Blyth
James Anton Blyth (Perth, 2 febbraio 1955) è un ex calciatore scozzese, di ruolo portiere.